# Vreneli van Helbergen
Vreneli van Helbergen (Naarden, 7 mei 1987) is een (voormalig) Nederlands actrice en costumière.

## Levensloop
Van Helbergen groeide op in Bussum, waar haar vader werkzaam was als dierenarts, in een gezin met een oudere en twee jongere zussen. Als kind zat zij op dansles en toneel. Na het behalen van haar havodiploma begon zij, na een oriëntatiejaar op de Vrije Hoge School in Driebergen, aan de studie creatieve therapie in Utrecht, waar ze mee stopte om verder te gaan met haar opleiding aan de toneelschool. Na haar toelatingsexamen stopte ze echter al spoedig, omdat ze in 2006 de rol van Patricia Soeters in Het Huis Anubis kreeg. Zij vertolkte die rol tot 2009. In 2007 had ze een bijrol in het laatste gedeelte van de telenovelle Lotte. En in 2010 had ze een gastrol in Flikken Maastricht.
Na haar acteurswerkzaamheden ging Van Helbergen werken als costumière voor de televisieserie Moordvrouw in 2013 en de speelfilm Helium in 2013. In de jaren die volgden was ze werkzaam als costumière voor onder andere de films Aanmodderfakker, De Boskampi's, De club van lelijke kinderen en de televisieseries Project Orpheus, Centraal Medisch Centrum en Ik weet wie je bent.
Op 6 januari 2018 was Vreneli, samen met Loek Beernink, Lucien van Geffen, Achmed Akkabi, Iris Hesseling en Sven de Wijn te zien in de throwback aflevering van "Het Huis Anubis".

## Filmografie

### Televisie
- 2006-2009: Het Huis Anubis, als Patricia Soeters
- 2007: Lotte, als Dieudonnee
- 2010: Flikken Maastricht, als Demi
- 2013: Overspel, als baliemedewerkster

### Film
- 2008: Anubis en het pad der 7 zonden, als Patricia Soeters
- 2009: Anubis en de wraak van Arghus, als Patricia Soeters

### Theater
- 2008-2009: Anubis en de Graal van de Eeuwige Vriendschap, als Patricia Soeters
- 2009-2010: Anubis en de Legende van het Spooktheater, als Patricia Soeters